# Garden City (Nowy Jork)
Garden City – wieś w Stanach Zjednoczonych, w stanie Nowy Jork, w hrabstwie Nassau na wyspie Long Island. W miejscowości znajduje się muzeum lotnictwa i kosmonautyki Cradle of Aviation Museum, położone na terenie dawnego lotniska wojskowego Mitchel Field